# Inmaculada Guaita Vañó
Inmaculada Guaita Vañó (Picassent, 22 de març de 1965) és una política valenciana, diputada al Congrés dels Diputats en la IX i X legislatures.

## Biografia
Militant del Partido Popular des de 1983, ha estat Directora de Relacions Institucionals de la societat Projectes Temàtics de la Comunitat Valenciana. Ha estat elegida regidora de l'ajuntament de Picassent a les eleccions municipals espanyoles de 1999, 2003, 2007, 2011 i 2015.
El 2009 va substituir en el seu escó José María Michavila Núñez, elegit diputat a les eleccions generals espanyoles de 2008 i que va renunciar al seu escó "per raons personals i familiars·. De 2009 a 2011 ha estat vocal de la Comissió de Justícia i de la Comissió de Sanitat, Política Social i Consum del Congrés dels Diputats. En 2014 substituiria en el Congrés dels Diputats el seu company de partit Esteban González Pons, elegit diputat al Parlament Europeu. Des d'aleshores és secretària primera de la Comissió d'Igualtat del Congrés fins a 2015.